# Skate America de 1997
O Skate America de 1997 foi a décima sexta edição do Skate America, um evento anual de patinação artística no gelo organizado pela United States Figure Skating Association, e que fez parte do Champions Series de 1997–98. A competição foi disputada entre os dias 23 de outubro e 25 de outubro, na cidade de Detroit, Michigan, Estados Unidos.

## Eventos
- Individual masculino
- Individual feminino
- Duplas
- Dança no gelo

## Medalhistas
| Evento                        | Ouro                                                | Prata                                            | Bronze                                      |
| Individual masculino detalhes | Todd Eldredge · Estados Unidos                      | Evgeni Plushenko · Rússia                        | Alexander Abt · Rússia                      |
| Individual feminino detalhes  | Michelle Kwan · Estados Unidos                      | Tara Lipinski · Estados Unidos                   | Elena Sokolova · Rússia                     |
| Duplas detalhes               | Marina Eltsova · Andrey Bushkov · Rússia            | Kyoko Ina · Jason Dungjen · Estados Unidos       | Evgenia Shishkova · Vadim Naumov · Rússia   |
| Dança no gelo detalhes        | Elizabeth Punsalan · Jerod Swallow · Estados Unidos | Barbara Fusar-Poli · Maurizio Margaglio · Itália | Anna Semenovich · Vladimir Fedorov · Rússia |

## Resultados

### Individual masculino
| Pos.              | Nome                   | Nacionalidade  | Pontos | PC | PL |
| ----------------- | ---------------------- | -------------- | ------ | -- | -- |
| Medalha de ouro   | Todd Eldredge          | Estados Unidos | 1.5    | 1  | 1  |
| Medalha de prata  | Evgeni Plushenko       | Rússia         | 3.0    | 2  | 2  |
| Medalha de bronze | Alexander Abt          | Rússia         | 5.0    | 4  | 3  |
| 4                 | Scott Davis            | Estados Unidos | 6.5    | 5  | 4  |
| 5                 | Viacheslav Zagorodniuk | Ucrânia        | 8.5    | 3  | 7  |
| 6                 | Evgeny Pliuta          | Ucrânia        | 10.5   | 11 | 5  |
| 7                 | Takeshi Honda          | Japão          | 10.5   | 9  | 6  |
| 8                 | Jayson Dénommée        | Canadá         | 11.0   | 6  | 8  |
| 9                 | Michael Chack          | Estados Unidos | 14.0   | 10 | 9  |
| 10                | Jens ter Laak          | Alemanha       | 14.5   | 7  | 11 |
| 11                | Gabriel Monnier        | França         | 16.0   | 12 | 10 |
| 12                | Stanick Jeannette      | França         | 16.0   | 8  | 12 |

### Individual feminino
| Pos.              | Nome               | Nacionalidade  | Pontos | PC | PL |
| ----------------- | ------------------ | -------------- | ------ | -- | -- |
| Medalha de ouro   | Michelle Kwan      | Estados Unidos | 1.5    | 1  | 1  |
| Medalha de prata  | Tara Lipinski      | Estados Unidos | 3.0    | 2  | 2  |
| Medalha de bronze | Elena Sokolova     | Rússia         | 6.0    | 6  | 3  |
| 4                 | Angela Nikodinov   | Estados Unidos | 6.0    | 4  | 4  |
| 5                 | Yulia Lavrenchuk   | Ucrânia        | 6.5    | 3  | 5  |
| 6                 | Julia Lautowa      | Áustria        | 8.5    | 5  | 6  |
| 7                 | Yuka Kanazawa      | Japão          | 11.0   | 8  | 7  |
| 8                 | Fanny Cagnard      | França         | 13.0   | 10 | 8  |
| 9                 | Angela Derochie    | Canadá         | 13.5   | 9  | 9  |
| 10                | Tony Bombardieri   | Itália         | 13.5   | 7  | 10 |
| 11                | Franziska Guenther | Alemanha       | 16.5   | 11 | 11 |

### Duplas
| Pos.              | Nome                                       | Nacionalidade  | Pontos | PC | PL |
| ----------------- | ------------------------------------------ | -------------- | ------ | -- | -- |
| Medalha de ouro   | Marina Eltsova / Andrey Bushkov            | Rússia         | 1.5    | 1  | 1  |
| Medalha de prata  | Kyoko Ina / Jason Dungjen                  | Estados Unidos | 3.5    | 3  | 2  |
| Medalha de bronze | Evgenia Shishkova / Vadim Naumov           | Rússia         | 4.0    | 2  | 3  |
| 4                 | Michelle Menzies / Jean-Micheal Bombardier | Canadá         | 6.5    | 5  | 4  |
| 5                 | Mariana Khalturina / Andrey Kroukov        | Cazaquistão    | 8.0    | 4  | 6  |
| 6                 | Danielle Hartsell / Steven Hartsell        | Estados Unidos | 8.5    | 7  | 5  |
| 7                 | Shelby Lyons / Brian Wells                 | Estados Unidos | 10.0   | 6  | 7  |
| 8                 | Oľga Beständigová / Josev Bestandig        | Eslováquia     | 12.0   | 8  | 8  |

### Dança no gelo
| Pos.              | Nome                                     | Nacionalidade    | Pontos | DC | DO | DL< |
| ----------------- | ---------------------------------------- | ---------------- | ------ | -- | -- | --- |
| Medalha de ouro   | Elizabeth Punsalan / Jerod Swallow       | Estados Unidos   | 2.0    | 1  | 1  | 1   |
| Medalha de prata  | Barbara Fusar-Poli / Mauritzio Margaglio | Itália           | 4.0    | 2  | 2  | 2   |
| Medalha de bronze | Anna Semenovich / Vladimir Fedorov       | Rússia           | 7.0    | 4  | 4  | 3   |
| 4                 | Kateřina Mrázová / Martin Šimeček        | República Tcheca | 7.0    | 3  | 3  | 4   |
| 5                 | Dominique Deniaud / Martial Jaffredo     | França           | 10.6   | 5  | 6  | 5   |
| 6                 | Naomi Lang / Peter Tchernyshev           | Estados Unidos   | 11.4   | 6  | 5  | 6   |
| 7                 | Megan Wing / Aaron Lowe                  | Canadá           | 14.0   | 7  | 7  | 7   |
| 8                 | Sarka Vondrkova / Lukas Kral             | República Tcheca | 16.0   | 8  | 8  | 8   |

## Quadro de medalhas
| Ordem | País           | Medalha de ouro | Medalha de prata | Medalha de bronze |    | Ordem por total |
| ----- | -------------- | --------------- | ---------------- | ----------------- | -- | --------------- |
| 1     | Estados Unidos | 3               | 2                |                   | 5  | 2               |
| 2     | Rússia         | 1               | 1                | 4                 | 6  | 1               |
| 3     | Itália         |                 | 1                |                   | 1  | 3               |
| TOTAL | TOTAL          | 4               | 4                | 4                 | 12 | —               |